# Dolichomitus mordator
Dolichomitus mordator är en stekelart som först beskrevs av Aubert 1965.  Dolichomitus mordator ingår i släktet Dolichomitus och familjen brokparasitsteklar. Inga underarter finns listade i Catalogue of Life.